# Heteroconis tanzaniae
Heteroconis tanzaniae är en insektsart som beskrevs av Meinander 1998. Heteroconis tanzaniae ingår i släktet Heteroconis och familjen vaxsländor. Inga underarter finns listade i Catalogue of Life.